# Murailles de Torniella
Les murailles de torniella (en italien : Mura di Torniella) constituent le système défensif  de Torniella, un hameau de la commune de Roccastrada, dans la province de Grosseto en Toscane,.

## Histoire
Les murailles du village ont été construites à partir du XIe siècle pour défendre Torniella qui se développait à partir de cette époque. Les murs d'enceinte d'origine sont restés presque intacts jusqu'en 1255, année au cours de laquelle le siège de Sienne a conduit à la destruction d'une grande partie du système défensif d'origine.
Entre le XIIIe et XIVe siècles, les Siennois ont pris des mesures pour reconstruire les murailles et fortifications précédemment détruites, afin d'assurer un système défensif plus efficace pour le village qu'ils contrôlaient. Au cours des siècles suivants, quelques modifications furent apportées qui ne modifièrent cependant pas la disposition.

## Description
Les murs de Torniella délimitent presque entièrement le village-château d'origine médiévale. Les murs de la ville sont recouverts de pierre et reposent en divers points sur une puissante base escarpée. Certaines sections sont exposées, tandis qu'à d'autres endroits, le mur-rideau a été retrouvé adossé aux murs extérieurs des bâtiments du centre. Une porte cintrée permet d'accéder à la partie supérieure du village.

## Galerie

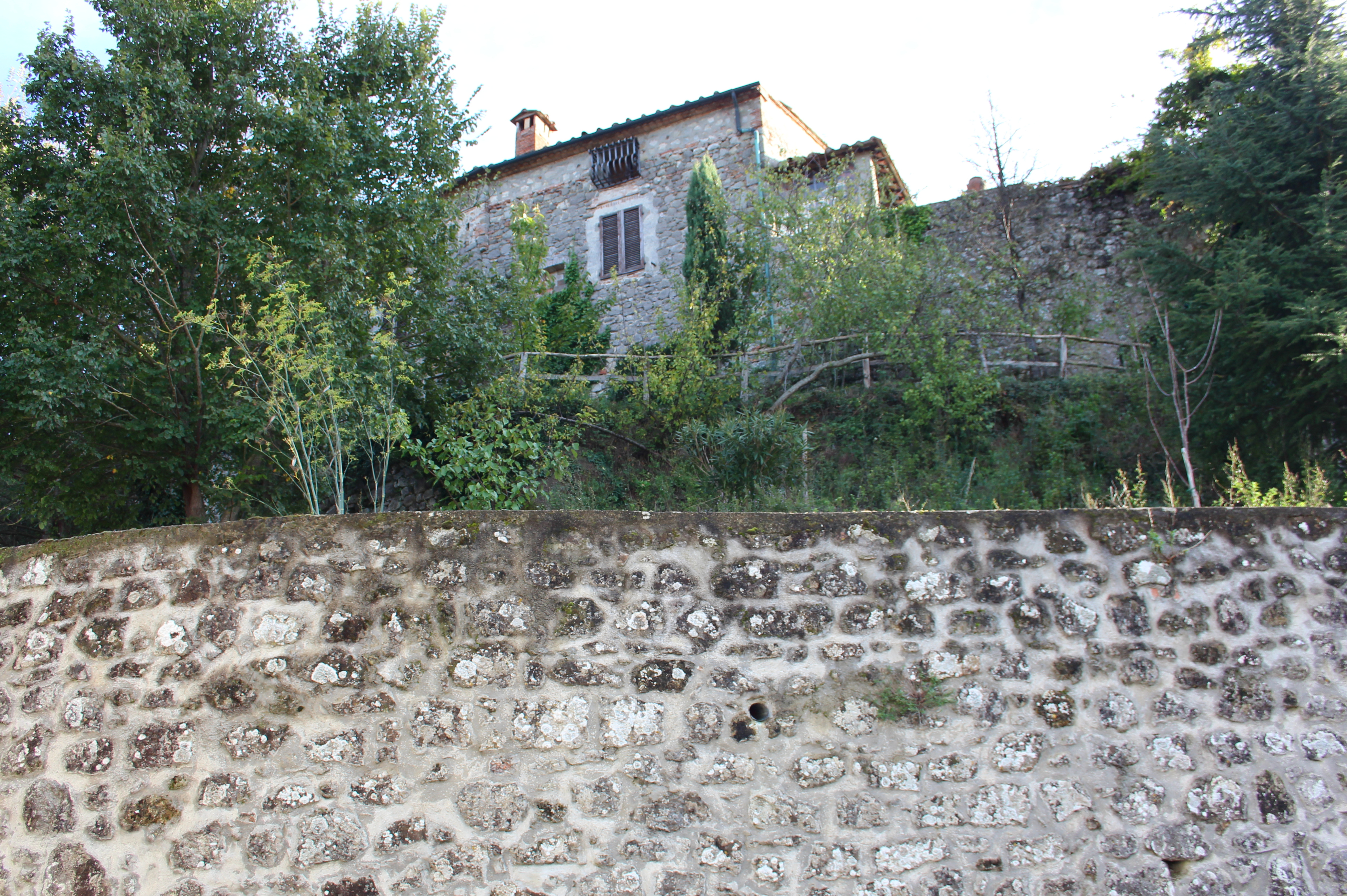
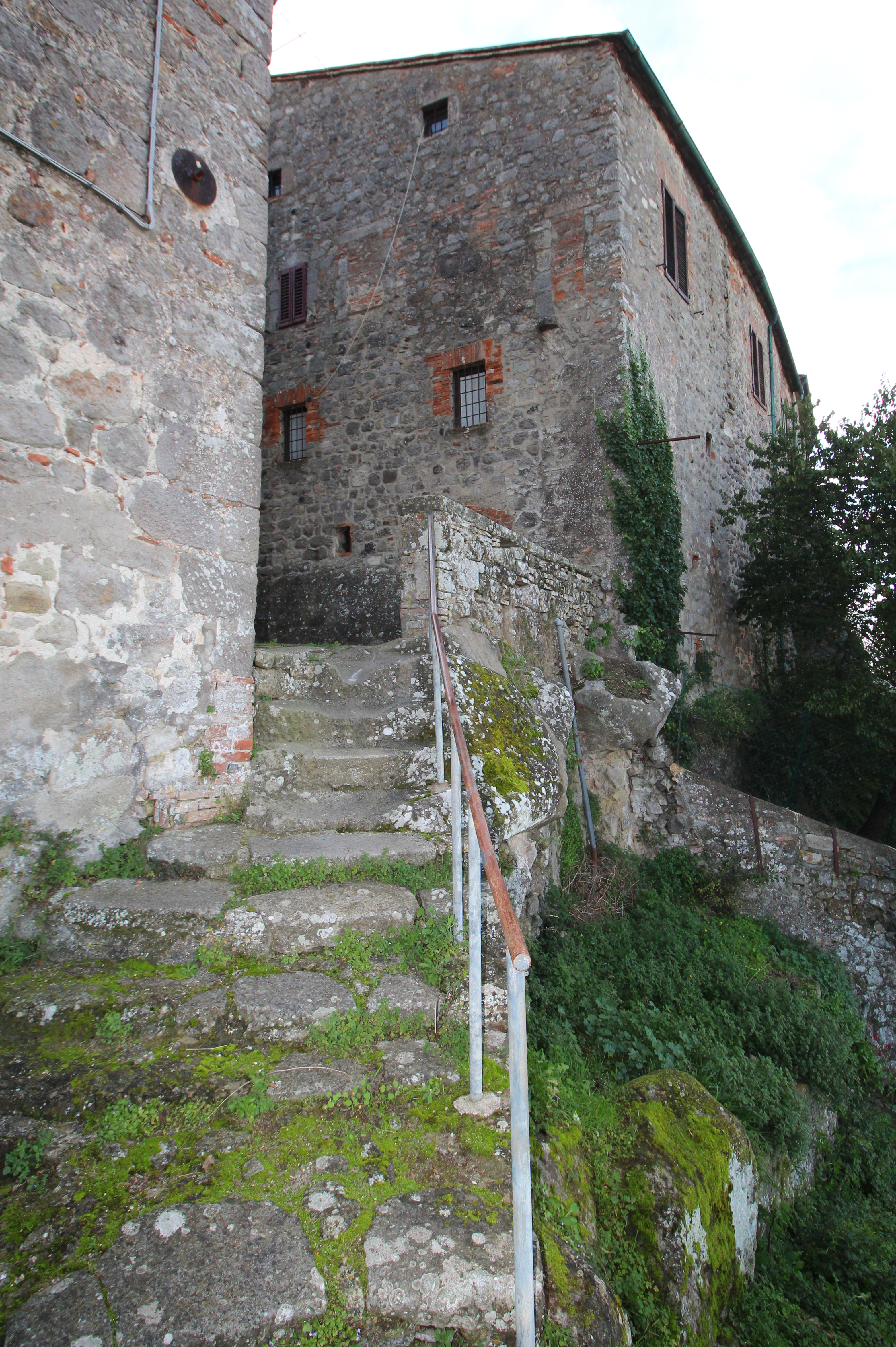